# Vermeil Room

Ubicazione della Sala Vermeil al piano terra della Casa Bianca.

La Vermeil Room si trova al piano terra della Casa Bianca e ospita una collezione di stoviglie in vermeil (o argento dorato), un lascito del 1956 alla Casa Bianca da parte di Margaret Thompson Biddle. Nella stanza sono appesi ritratti di alcune First Ladies statunitensi.

## McKim crea la Social Room per Theodore Roosevelt
La Sala Vermeil era originariamente un ripostiglio, utilizzata dal personale della Casa Bianca come magazzino ed adibita come locale per la lucidatura dell'argenteria. La ristrutturazione effettuata durante la presidenza di Theodore Roosevelt nel 1902 ad opera dell'architetto Charles Follen McKim, ha riqualificato l'uso degli ambienti e gran parte del piano terra fu considerato per un uso pubblico. Quando fu arredata per la prima volta per tale fine, la stanza fu chiamata Social Room, in quanto salotto adiacente al bagno femminile. McKim aggiunse alla stanza delle modanature in stile tardo georgiano e una zoccolatura rivestita di pannelli; sulla parete ovest installò una mensola in stile revival coloniale con colonne doriche toscane accoppiate e medaglioni in bassorilievo, raffiguranti aquile americane simili a quella del Sigillo del Presidente degli Stati Uniti; la mensola del camino venne affiancata da una coppia di armadi ad arco incorporati nelle pareti.

## Ristrutturazione Truman

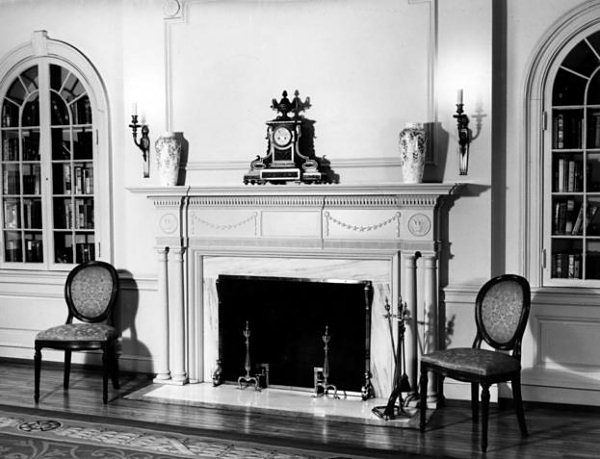
L'ex Social Room progettata da Charles Follen McKim mostrata nel 1952 durante l'amministrazione Truman.

Durante la ristrutturazione avvenuta durante la presidenza Truman nel 1952 vennero sostituite le travi in pino del 1815, installate durante la ricostruzione a seguito dell'incendio da parte delle truppe inglesi del 1814. Il presidente Truman fece segare le antiche travi che vennero quindi applicate come pannelli nella Sala Vermeil, nella China Room e nella Biblioteca. Lo stile dei pannelli delle pareti e delle modanature a staffa installati durante la ricostruzione di Truman, erano basati su un modello del periodo georgiano, contemporaneo al design dell'esterno della Casa Bianca. Originariamente erano stati lasciati non verniciati, un aspetto popolare negli anni '50 del secolo scorso.

## Il lascito di Margaret Thompson Biddle
La collezione donata da Margaret Thompson Biddle (figlia di William Boyce Thompson e moglie di AJ Drexel Biddle, Jr.) spazia dai pezzi francesi e inglesi del Rinascimento fino a quelli del XIX secolo, comprendendo opere dell'argentiere inglese Paul Storr (1771–1844) e degli argentieri dell'Impero francese Pierre-Philippe Thomire (1751–1843) e Jean-Baptiste-Claude Odiot (1763–1850). La First Lady Mamie Eisenhower teneva la collezione esposta nelle vetrine della stanza.

## Uso e ristrutturazione Kennedy

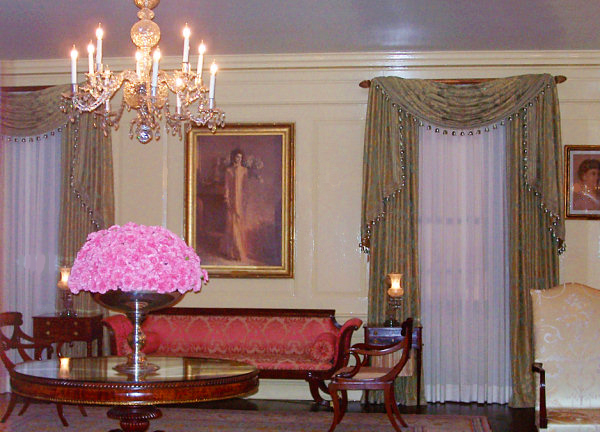
Lato sud della Vermeil Room durante la presidenza di George W. Bush. Un ritratto di Jacqueline Kennedy è appeso alla parete sopra il divano.

All'inizio esposta solo nella Sala Vermeil, in un ambiente simile ad un museo, la First Lady Jacqueline Kennedy su consiglio dell'amica Rachel Lambert Mellon, iniziò a utilizzare la collezione per l'esposizione di fiori o il servizio di frutta nelle stanze al primo piano della Casa Bianca. Durante il restauro Kennedy, l'interior designer Stéphane Boudin propose di dipingere la stanza secondo lo stile utilizzato in Inghilterra e in Normandia nel XVII e XVIII secolo; Boudin aveva usato un trattamento simile nella camera blu del castello di Leeds nel Kent, in Inghilterra. Invece di stuccare e lucidare i legni grezzi, scelse di evidenziare la consistenza porosa del rivestimento: le pareti vennero prima levigate con spazzole metalliche per far risaltare le venature e creare una superficie "invecchiata", quindi fu applicato uno strato solido di vernice bianca, seguito da un rivestimento di vernice blu; quest'ultimo è stato sigillato usando una barra di cera tamponata con pigmento blu e alla fine la superficie è stata leggermente cosparsa con minuscoli granelli di bianco nel fondo sottostante. 
L'interno degli scaffali che espongono i vermeil venne rivestito di velluto bianco; fu installato uno dei due camini neoclassici e aggiunti dei drappi damascati bianchi, realizzati con frange blu e bianche; venne posto un tappeto blu e bianco finemente decorato su cui poggiava un grande tavolo al centro della stanza, con un panno di velluto blu sulla superficie; in ultimo, è stato fissato un lampadario dorato al soffitto, come riferimento alla collezione di vermeil.

## Ristrutturazione Nixon
Nel 1971 la First Lady Pat Nixon, in collaborazione con il curatore della Casa Bianca Clement Conger, ristrutturò la Vermeil Room adottando uno stile federale per la decorazione della stanza, le cornici georgiane vennero sostituite e molte delle vetrine furono chiuse. La stanza fu tinteggiata di un verde tenue e venne aggiunto un drappeggio, disegnato da Edward Vason Jones, in oro, verde e blu con complessi festoni decorati e nappe a rocchetto. Il lampadario precedente venne sostituito con uno di cristallo inglese della fine del XIX secolo, infine vennero apposti due divani in stile federale e un tavolo Impero tra le finestre sulla parete sud.

## Ristrutturazione Bush Senior

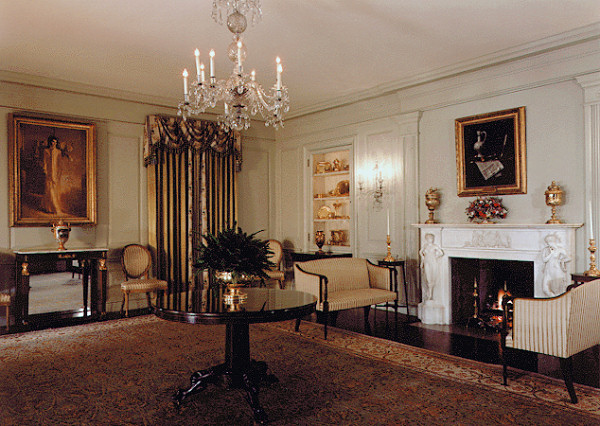
La Sala Vermeil decorata durante l'amministrazione Bush Sr.

Nel 1991, durante l'amministrazione Bush Sr., la stanza fu ridipinta di un giallo tenue, il tavolo fu sostituito con un divano in stile impero mentre i due in stile federale già presenti furono sostituiti da un paio di sedie a dondolo. Il drappeggio a strisce oro e blu è stato sostituito con damasco di seta a righe in blu e crema.

## Ristrutturazione George W. Bush
Nel 2006 il curatore della Casa Bianca Bill Allman, la First Lady Laura Bush, il decoratore della famiglia Bush Ken Blasingame e il Comitato per la Preservazione della Casa Bianca hanno ristrutturato nuovamente la stanza: le pareti sono state dipinte con una finitura lucida a smalto di colore avorio con una sfumatura di verde descritta come Deauville; nella stanza è stato collocato un tavolo centrale del 1829 in stile tardo neoclassico dell'ebanista di Filadelfia Anthony Gabriel Quervelle; le sedie a dondolo sono state rifoderate in damasco di seta bianca a motivi geometrici; il divano del 1815 sulla parete sud (attribuito a Duncan Phyfe) è stato rivestito con un lampasso di seta rosa. Su ogni lato del divano ci sono tavoli da lavoro Boston prodotti all'inizio del XIX secolo, probabilmente opera degli ebanisti John Seymour o Thomas Seymour. Alle finestre sono state applicati nuovi tendaggi e il nuovo tappeto è un Hereke turco con uno sfondo verde chiaro e prodotto intorno al 1860.